# Marcel Kandziora
Marcel Kandziora (Münster, 1990. február 4. –) német labdarúgó, a VfL Osnabrück középpályása.